# Stenocrobylus femoratus
Stenocrobylus femoratus är en insektsart som beskrevs av Bolívar, I. 1902. Stenocrobylus femoratus ingår i släktet Stenocrobylus och familjen gräshoppor. Inga underarter finns listade i Catalogue of Life.